# 流通戦争
『流通戦争』（りゅうつうせんそう）は、NHK総合テレビジョンの「土曜ドラマ」で1998年1月10日から1月24日まで放送された日本のテレビドラマ。全3回。
アメリカ留学から帰国し、同作に主演した吉田栄作の復帰作でもある。

## あらすじ
スーパーマーケットの都市郊外新規出店をゼロから担当する開発部に送り込まれた男の視点から、スーパー開店最前線の舞台裏、そこにからむ人間模様を描くドラマ。大手スーパーの陸上部に所属していた神野大介は、1年前にリストラに遭い、現在支店の次長として働いている。彼のいる店は、地元資本のスーパーだった店舗を8年前に吸収したので、店長は地権者でもある橋場早苗。神野は、商店街との共存を目指す早苗のもとで、仕事が面白くなっていた。

## キャスト
- 神野大介 - 吉田栄作[2]
- 橋場早苗 - 吉田日出子
- 小松正里子 - 櫻井淳子
- 黒田裕史 - 田山涼成
- 島崎克也 - 宇津井健
- 大竹まこと
- 小松政夫
- 岸部四郎
- 浜畑賢吉
- 三條美紀
- 山西道広
- 土屋良太
- 出光元
- 田岡美也子
- 菅原大吉
- 菅野達也
- 脇本泰治
- 山本ふじこ
- 向井薫
- 浅野和之
- 草野裕
- 久富惟晴
- 片岡富枝

## スタッフ
- 作 - 佐伯俊道[1]
- 制作統括 - 西村与志木[1]
- プロデューサー - 菅康弘[1]
- 美術 - 深井保夫[1]
- 技術 - 横山隆一[1]
- 音響効果 - 山本浩[1]
- 演出 - 岡崎栄[1]、六山浩一[1]